# Patrick Quillier
 (janvier 2024).
Patrick Quillier (né le 21 février 1953 à Toulouse) est un universitaire, poète et essayiste français, professeur de littérature comparée, musicien, compositeur, traducteur et adaptateur du portugais.

## Biographie
Patrick Quillier a voyagé en Europe et en Afrique (au Mozambique), travaillant comme enseignant de Lettres classiques au Portugal, en Autriche ou en Hongrie. Après une agrégation et une thèse de doctorat intitulée L’usage de l’oreille selon René Char,  il enseigne la littérature générale et comparée à l'Université de Nice depuis 1999. Traducteur et éditeur d'une anthologie de Fernando Pessoa dans la bibliothèque de la Pléiade, et en édition bilingue, il a traduit des poètes portugais, Eugenio de Andrade, Pedro Tamen et António Osório, travaillé sur l'auteur réunionnais Auguste Lacaussade et avec l'auteur hongrois György Konrád.
Il est l'auteur de poèmes et de compositions musicales, d'articles, préfaces et essais universitaires.

## Œuvres

### Ouvrages
- Office du murmure, Éditions de la Différence, 1996.
- Budapest, éd. Autrement, 2004.
- Gardeur de Troupeau et les autres poèmes d'Alberto Caeiro, Gallimard, 2009, 245 p. (ISBN 9782070309078, présentation en ligne)
- Orifices du murmure, La Différence, 2010[4].
- Pessoa, l'intranquille , Christian Bourgeois, 2011 (ISBN 978-2267021783)
- Voix éclatées (de 14 à 18), Éditions Fédérop,  (ISBN 978-2-85792-238-4), 2018. (Prix Kowalski de poésie de la Ville de Lyon 2018)[5],[6],[7].
- D'une seule vague (chants des chants I), La Rumeur libre, 2023.

### Traductions
- Eugénio de Andrade, Versant du regard et autres poèmes en prose, La Différence, 2002.
- Eugénio de Andrade (trad. Michel Chandeigne,  Patrick Quillier et Maria Antónia Câmara Manuel, préf. Patrick Quillier), Matière solaire suivi de Le Poids de l'ombre et de Blanc sur blanc, Paris, Gallimard, coll. « Poésie N°395 », 2004 (ISBN 9782070314683).
- Michel Chandeigne (directeur) (trad. Michel Chandeigne, Magali de Carvalho, Max de Carvalho, Michelle Giudicelli et Patrick Quillier, préf. Robert Bréchon, introduction de Michel Chandeigne), Anthologie de la poésie portugaise contemporaine (1935-2000), Paris, Gallimard, coll. « Poésie n° 388 », 2003 (ISBN 9782070423736).
- Fernando Pessoa (trad. Patrick Quillier, Michel Chandeigne, Maria Antónia Câmara Manuel), Œuvres I :Cancioneiro, Paris, Christian Bourgois, 1988 (ISBN 9782267005424).
- Fernando Pessoa (trad. Patrick Quillier, Michel Chandeigne, Maria Antónia Câmara Manuel, préf. Robert Bréchon), Œuvres II, Poèmes ésotériques, Message, Le marin, Paris, Christian Bourgois, 1988 (ISBN 9782267005431).
- Fernando Pessoa (trad. Patrick Quillier, Michel Chandeigne, Maria Antónia Câmara Manuel), Œuvres V : Poèmes païens d’Alberto Caeiro et Ricardo Reis, Paris, Christian Bourgois, 1988 (ISBN 9782267008241).
- Eugénio de Andrade (trad. du portugais par Michel Chandeigne, Maria Antónia Câmara Manuel et Patrick Quillier, préf. Michel Chandeigne), Matière solaire, Paris, La Différence, 1986.
- Fernando Pessoa (directeur : Patrick Quillier) (trad. du portugais par Michel Chandeigne, Olivier Amiel, Maria Antónia Câmara Manuel, Pierre Léglise-Costa et Patrick Quillier, préf. Robert Bréchon), Œuvres poétiques, Paris, Gallimard, coll. « Bibliothèque de la Pléiade », 2001 (ISBN 9782070114900).* Fernando Pessoa, Poèmes païens d'Alberto Caeiro et de Ricardo Reis, Christian Bourgois éditeur, 2004.
- Fernando Pessoa, La mort du Prince (bilingue), Editions Chandeigne, 2010.
- Fernando Pessoa, Anthologie essentielle (bilingue), Editions Chandeigne, 2016.
- António Osório (pt), Les yeux d'Ulysse, La Différence, 2006.
- Max de Carvalho (directeur : Anne Lima), Magali Montagné de Carvalho et Françoise Beaucamp (trad. du portugais par Max de Carvalho, Magali Montagné de Carvalho, Françoise Beaucamp, Isabel Meyrelles, Inês Oseki-Dépré, Ariane Witkowski, Michel Riaudel et Patrick Quillier), La poésie du Brésil. Anthologie bilingue du XVIe  au XXe siècle, Paris, Chandeigne, coll. « Bibliothèque Lusitane », 2012, 1512 p. (ISBN 978-2-915540-91-8)
- Hugo Gutiérrez Vega, Amour sans forme, Éditions Wallâda, 2016.
- Cancionero des temps obscurs, rassemblant Sang et cendres de César Anguiano Silva et Paisible village de Jorge Vargas, Éditions Wallâda, 2019.

### Partitions de compositions musicales
- Élégie lauragaise[8], éditions Arevareva, 2013.
- Consentements[9], éditions Arevareva, 2013.

### Autres publications
- Dispositions et dispositifs acromatiques, une autobiographie intellectuelle[10].
- L'oreille chamanique de Serge Pey (consulter en ligne).
- L'esprit coule de source, entretien acousmatique avec Boris Gamaleya[11].
- L'énergie de l'intranquillité.
- L'écoute sensible dans la poésie mozambicaine contemporaine[12].
- L'épreuve de silence, les preuves par silence.
- Aux frontières de la littérature : les poèmes français de Fernando Pessoa[13].
- À l'écoute, avec Frédéric Jacques Temple[14],
- Deux essais[15] : Pour une poétique de la vibration, suivi de Entre oratorio et opéra,
- Sur Trahar Djaout[16].
- État physique et autres poèmes[17].

### Poèmes chantés par d'autres artistes
- Incantation.
- Éloge des cendres[18].
- La rivière. Version 1[19]. Version 2[20].